# Notenkopfkeramik
Die notenkopfkeramische Formung stellt einen jüngeren Zeithorizont (etwa 5200 bis 4700 v. Chr.) der Linearbandkeramik, vorwiegend in Ostösterreich, Tschechien (Bohuslavice, Nitra), der Slowakei und Ungarn dar; modifizierte Erscheinungen sind auch aus Deutschland, Frankreich und Polen bekannt.
Der Name wird von der charakteristischen Verzierung der meist bomben-, kumpf-  oder flaschenförmigen Gefäße (eingeritzte Linien und notenkopfartige runde Vertiefungen) abgeleitet. Auch die anthropomorphen und zoomorphen Idolplastiken tragen oft diese Notenkopfmuster, manchmal noch in Verbindung mit den archaisch wirkenden Röntgenstilelementen der vornotenkopfkeramischen Phase. Spezielle Verzierungsmerkmale, wie Šárka- und Zselizornamente (Notenkopfderivate verschiedener Ausformung), sind lokal und zeitlich bestimmt. Die Notenkopfkeramik ist in ihrer Endphase mit der Stichbandkeramik gleichzeitig und wird schließlich von dieser oder der Bemaltkeramik abgelöst.  Bedeutende Großsiedlungen mit typischen Inventaren befanden sich beispielsweise in Asparn an der Zaya, Breiteneich, Frauenhofen  (Gemeinde St. Bernhard-Frauenhofen), Grafensulz und Pulkau.